# 부광고등학교
부광고등학교(富光高等學校)는 대한민국 인천광역시 부평구 산곡동에 있는 공립 고등학교이다.

## 학교 연혁
- 1994년 11월 14일 : 학교 설립 인가 (36학급)
- 1995년 3월 1일 : 초대 정헌용 교장 취임
- 1995년 3월 3일 : 12학급 611명 입학
- 1995년 5월 6일 : 개교 기념식
- 1995년 12월 31일 : 교사 준공
- 1998년 2월 12일 : 제1회 졸업 581명
- 1999년 9월 7일 : 도서관 개관 (422.1m2)
- 2002년 4월 25일 : 체육관(청운관) 개관 (2,361.62m2)
- 2022년 2월 11일 : 제25회 졸업생 235명 졸업(누계 11,154명)
- 2024년 3월 1일 : 제11대 교장 이상근 취임
- 2024년 3월 5일 : 신입생 7학급 191명 입학

## 참고 자료
- 부광고등학교 - 한국교육학술정보원 학교알리미